# Campionato europeo femminile under 19 di pallavolo 1986
Il Campionato europeo femminile under 19 di pallavolo 1986 si è svolto dal 17 al 24 agosto 1986 a Sofia e Pernik, in Bulgaria. Al torneo hanno partecipato 12 squadre nazionali europee e la vittoria finale è andata per la decima volta consecutiva all'Unione Sovietica.

## Gironi
Dopo la prima fase a gironi, le prime due classificate hanno acceduto al girone per il primo posto, conservando il risultato dello scontro diretto; le ultime due classificate hanno acceduto al girone per il settimo posto, conservando il risultato dello scontro diretto.
| Girone A                                       | Girone B                                  | Girone C                                  |
| ---------------------------------------------- | ----------------------------------------- | ----------------------------------------- |
| Germania Est Romania Ungheria Unione Sovietica | Germania Ovest Italia Paesi Bassi Polonia | Bulgaria Cecoslovacchia Grecia Jugoslavia |

## Classifica finale
| Classifica | Squadre          | Qualificazione                   |
| ---------- | ---------------- | -------------------------------- |
|            | Unione Sovietica | Campionato europeo juniores 1988 |
|            | Germania Est     | Campionato europeo juniores 1988 |
|            | Bulgaria         | Campionato europeo juniores 1988 |
| 4          | Cecoslovacchia   |                                  |
| 5          | Germania Ovest   |                                  |
| 6          | Polonia          |                                  |
| 7          | Romania          |                                  |
| 8          | Ungheria         |                                  |
| 9          | Paesi Bassi      |                                  |
| 10         | Italia           |                                  |
| 11         | Jugoslavia       |                                  |
| 12         | Grecia           |                                  |